# Liste des musées de la métropole de Lyon

La Métropole de Lyon en rouge sur la carte.

La liste des musées de la métropole de Lyon présente les musées de la métropole de Lyon.
- Pour les musées de la commune de Lyon, voir la liste des musées de Lyon.

## Liste
| Nom du musée                                                                | Commune                   | Adresse                                              | Coordonnées                      | Thèmes                                         | Labels                | Dateouverture                     | Datefermeture | Fréq.          | Illustration    |
| --------------------------------------------------------------------------- | ------------------------- | ---------------------------------------------------- | -------------------------------- | ---------------------------------------------- | --------------------- | --------------------------------- | ------------- | -------------- | --------------- |
| OL Le musée                                                                 | Décines-Charpieu          | Parc Olympique lyonnais                              | 45° 46′ 01″ nord, 4° 58′ 56″ est | Olympique lyonnais                             |                       | 2018                              |               |                |                 |
| Aquarium de Lyon                                                            | La Mulatière              | 7, rue Stéphane-Dechant69350 La Mulatière            | 45° 43′ 32″ nord, 4° 48′ 51″ est | Vie aquatique                                  |                       |                                   |               |                |                 |
| Musée de l'automobile Henri-Malartre                                        | Rochetaillée-sur-Saône    | 645, rue du Musée69270 Rochetaillée-sur-Saône        | 45° 50′ 43″ nord, 4° 50′ 13″ est | Automobiles et véhicules de transport lyonnais | Label musée de France | 1960                              |               | 43 240 (2005)  |                 |
| Musée L'Organe (Demeure du Chaos)                                           | Saint-Romain-au-Mont-d'Or | Domaine de la Source69270 Saint-Romain-au-Mont-d'Or  | 45° 50′ 16″ nord, 4° 49′ 34″ est | Art Contemporain                               |                       | 2001                              |               | 118 000 (2010) | Image manquante |
| Herbiers de l'université Claude Bernard                                     | Villeurbanne              | 9, rue Dubois 69100 Villeurbanne                     | 45° 46′ 51″ nord, 4° 52′ 08″ est | Plantes                                        |                       |                                   |               |                |                 |
| Société Lyonnaise d'Histoire de l'Aviation et de Documentation Aéronautique | Bron                      | Chemin Vieux69500 Bron                               | 45° 43′ 57″ nord, 4° 55′ 17″ est | Aviation                                       |                       | 1986                              |               |                |                 |
| Musée de l'Aviation de Lyon-Corbas                                          | Corbas                    | aérodrome de Corbasrue Nungesser et Coli69960 Corbas | 45° 51′ 15″ nord, 4° 47′ 57″ est | Aviation                                       |                       | 2012                              |               |                |                 |
| Musée Ampère                                                                | Poleymieux-au-Mont-d'Or   | 300 route d'Ampère69250 Poleymieux-au-Mont-d'Or      | 45° 39′ 15″ nord, 4° 54′ 28″ est | Électricité                                    | Maisons des Illustres |                                   |               |                |                 |
| Musée des sciences biologiques docteur Mérieux                              | Marcy-l'Étoile            | 309 avenue Jean-Colomb 69280 Marcy-l'Étoile          | 45° 47′ 01″ nord, 4° 42′ 49″ est | Santé                                          |                       | 2007                              |               | 5 332 (2013)   | Image manquante |
| MUSCO                                                                       | Limonest                  | 324 Allée des Frènes 69760 Limonest                  | 45° 48′ 52″ nord, 4° 46′ 21″ est | Chocolat                                       |                       | 2017                              |               |                |                 |
| Musée Testut-Latarjet                                                       | Rillieux la Pape          | 819 route du Mas Rillier                             | 45° 49′ 31″ nord, 4° 54′ 49″ est | Histoire de la médecine                        |                       | 2018                              |               |                |                 |
| Musée de la Résistance et de la Déportation de Vénissieux                   | Vénissieux                | Place Léon-Sublet                                    | 45° 42′ 00″ nord, 4° 53′ 04″ est | Histoire de la Seconde Guerre mondiale         |                       | Temporairement fermé en 2022-2023 |               |                |                 |